# Ellen von Unwerth
Ellen von Unwerth, född 1954 i Frankfurt am Main, tysk fotograf. Hon började sin karriär med att arbeta som modell, men blev med tiden fotograf med inriktning mot mode.